# Eugène Bourdeau
Pour les articles homonymes, voir Bourdeau.
Eugène Bourdeau est un bassoniste, organiste, compositeur et pédagogue français né le 14 juin 1850 à Paris et mort le 24 avril 1926 à Levallois-Perret.

## Biographie
Eugène Bourdeau naît le 14 juin 1850 à Paris. 
Il étudie au Conservatoire de Paris, où il obtient en 1868 un premier prix de basson dans la classe de Cokken. Il travaille également l'orgue et devient premier basson solo de l'orchestre de l'Opéra-Comique, poste qu'il occupe jusqu'en 1902.
En 1880, il est nommé titulaire du grand orgue de l'église Saint-Philippe-du-Roule.
De 1891 à 1922, Bourdeau est professeur de basson au Conservatoire de Paris, où il forme de nombreux élèves, succédant à Eugène Jancourt.
En 1894, il est nommé officier d'Académie dans l'ordre des Palmes académiques, puis promu officier de l'Instruction publique en 1900. En 1909, il est fait chevalier de la Légion d'honneur.
Il meurt le 24 avril 1926 à Levallois-Perret en son domicile du 30, boulevard Bineau.
Comme compositeur, Eugène Bourdeau est l'auteur de plusieurs messes et motets, et, pour son instrument de prédilection, le basson, divers solos de concours, une méthode et des exercices, qui furent encore en usage au XXe siècle.

## Œuvres
- Premier Solo de basson, avec accompagnement de piano[9], morceau de concours du Conservatoire de Paris en 1894[10], « de texture classique et fort élégamment disposé »[11], encore aujourd'hui au répertoire des bassonistes
- Deuxième Solo de basson, morceau de concours du Conservatoire de Paris en 1907[12]
- Troisième Solo de basson
- Recueil de gammes et arpèges mesurés pour le basson